# Maro lepidus
Maro lepidus là một loài nhện trong họ Linyphiidae.
Loài này thuộc chi Maro. Maro lepidus được miêu tả năm 1961 bởi Casemir.